# سیارک ۱۸۲۸۲
سیارک ۱۸۲۸۲ (به انگلیسی: 18282 Ilos، نامگذاری:4369T-3) هجده هزار و دویست و هشتاد و دومین سیارک کشف شده‌است که در ۱۶ اکتبر ۱۹۷۷ کشف شد.
قدر مطلق سیارک برابر ۱۲٫۸۰ است.